# حصن باشقار (يبعث)

تعديل مصدري - تعديل

حصن باشقار هي إحدى قرى عزلة يبعث بمديرية يبعث التابعة لمحافظة حضرموت، بلغ تعداد سكانها 113 نسمة حسب تعداد اليمن لعام 2004.